# Сан Педро (Лос Анђелес)
Сан Педро (енгл. San Pedro) лучки је дистрикт града Лос Анђелеса у Калифорнији, од 1909. године. Сан Педро има око 86.000 становника и представља дом углавном средње класе. Клима је блага, медитеранска. Главни привредни ослонци су рибарска индустрија и Лука. Лука Лос Анђелеса у Сан Педру, је по промету највећа контејнерска лука у Северној Америци. Главне знаменитости су мост Винсент Томас (енгл. Vincent Thomas Bridge) и музеј Бојни брод Ајова (енгл. Battleship IOWA Museum).